# Indianola (Nebraska)
Pour les articles homonymes, voir Indianola.
La ville américaine d’Indianola est située dans le comté de Red Willow. Lors du recensement de 2010, elle comptait 584 habitants.

## Source
- (en) Cet article est partiellement ou en totalité issu de l’article de Wikipédia en anglais intitulé « Indianola, Nebraska » (voir la liste des auteurs).